# یان کوم
یان کوم (اوکراینی: Ян Кум؛ زادهٔ ۲۴ فوریهٔ ۱۹۷۶) مهندس کامپیوتر و کارافرین اینترنتی آمریکایی است. وی مدیر عامل اجرایی و یکی از مؤسسین (به همراه بریان اکتون) واتس‌اپ، یک اپلیکیشن پیامرسانی موبایل است که در فوریه ۲۰۱۴ به مبلغ ۱۹ میلیارد دلار از سوی فیس‌بوک خریداری شد.
او در سال ۲۰۱۴ با رتبهٔ ۶۲ و با ثروت تخمینی بیش از هفت و نیم میلیارد دلار وارد فهرست ۴۰۰ ثروتمندترین آمریکاییان فوربز شد. او عالی‌رتبه‌ترین تازه‌وارد فهرست در آن سال بود.

## زندگی و حرفه
کوم در کی‌یف، اوکراین زاده شد. او یهودی است. او در فاستیو در خارج کیف پرورش یافت و در ۱۹۹۲ به همراه مادر و مادربزرگش به مانتین ویو نقل مکان کرد. او در آن هنگام ۱۶ ساله بود. پدرش قرار بود به آنها بپیوندد ولی نهایتاً در اوکراین ماند. مادر او به عنوان پرستار نوزاد و خود او به عنوان نظافتچی در یک خواربارفروشی کار می‌کردند. او تا سن ۱۸ سالگی به برنامه‌نویسی علاقه‌مند شده بود. او در دانشگاه ایالتی سن خوزه ثبت نام کرد.
وی پس از سختی های زیادی که کشید حتی به طوری که گفته می شود هنگامی که برای استخدام به فیسبوک رفت ولی استخدام نشد کاری کرد که فیسبوک واتساپی که او طراحی کرده بود را با قیمت 19 میلیارد دلار بخرد.